# Marcela Temer
Marcela Tedeschi Araújo Temer (Paulínia, 16 de maio de 1983) é a esposa do 37.º presidente do Brasil, Michel Temer. Ela desempenhou o papel de primeira-dama do país de 31 de agosto de 2016 a 1 de janeiro de 2019, após a destituição da presidente Dilma Rousseff e a consequente posse de seu marido. Anteriormente, Marcela já havia servido como segunda-dama entre 2011 e 2016, período em que Michel Temer foi vice-presidente.
Como primeira-dama, Marcela ganhou destaque por seu trabalho em políticas sociais, com especial enfoque no bem-estar e desenvolvimento infantil. Nomeada Embaixadora do Programa Criança Feliz, liderou a promoção de ações voltadas ao acompanhamento e apoio de crianças em situação de vulnerabilidade. O programa, uma das principais iniciativas de sua gestão, foi projetado para integrar políticas de saúde, educação e assistência social, enfatizando a importância dos primeiros anos de vida para o desenvolvimento cognitivo e emocional.
Marcela também buscou aproximar-se do público por meio de um perfil discreto e de forte apelo familiar. Formada em Direito, ela combinou sua formação acadêmica com suas responsabilidades institucionais, trazendo uma visão de cuidado e atenção às questões sociais que impactam as famílias brasileiras. Durante seu tempo no cargo, procurou sensibilizar a sociedade sobre a importância de investir na primeira infância, como forma de quebrar ciclos de pobreza e criar bases sólidas para o futuro da nação.
Nascida e criada no interior de São Paulo, Marcela participou de concursos de beleza durante a juventude, tendo alcançado os títulos de vice-Miss Paulínia e vice-Miss São Paulo. Seu envolvimento nesses eventos reflete uma fase marcada por forte ligação com sua cidade natal e pela busca de oportunidades no âmbito local. Em 2003, aos 20 anos, casou-se com Michel Temer, que já era uma figura influente no cenário político brasileiro, tornando-se sua segunda esposa.
Marcela Temer atraiu a atenção nacional e internacional durante a posse presidencial de Dilma Rousseff, em 2011, por sua beleza e pela diferença de idade entre ela e seu marido. Essa notoriedade inicial contribuiu para que, ao longo dos mandatos de Temer como vice-presidente, ela optasse por adotar uma postura mais discreta e reservada, evitando o foco da mídia. No entanto, essa dinâmica mudou em agosto de 2016, quando Michel Temer assumiu a presidência da República após o impeachment de Dilma Rousseff.
Em outubro de 2016, Marcela foi considerada a primeira-dama mais bonita do mundo, segundo relatos da imprensa americana e diversos analistas, que compararam sua elegância e beleza com personalidades de destaque, como as rainhas Rania da Jordânia e Letizia da Espanha. Sua imagem discreta e o charme natural que exibia a tornaram uma figura admirada internacionalmente. Marcela foi frequentemente mencionada ao lado de outras primeiras-damas e esposas de líderes globais conhecidas por sua beleza, como Melania Trump, Angélica Rivera e Juliana Awada.

## Biografia

### Família, educação e carreira
Descendente matrilinear de italianos, Marcela Tedeschi Araújo nasceu em Paulínia, interior de São Paulo, filha do economista Carlos Antônio Araújo e da dona de casa Norma Tedeschi. Possui um irmão mais velho, o técnico em enfermagem Karlo Augusto Araújo (candidato pelo antigo PSDC a vereador de Paulínia em 2016), e uma irmã mais nova, a ex-comissária de bordo Fernanda Tedeschi Araújo.
Na sua adolescência, Marcela costumava acompanhar a mãe em cultos evangélicos. Após concluir o ensino médio na Escola Estadual Porphyrio da Paz, em Paulínia, ela trabalhou como recepcionista no extinto jornal da cidade, O Momento, de propriedade do casal Paulo Berenguel e Heloisa Mesquista, mas só permaneceu quatro meses no cargo.
Descrita como uma jovem tímida, quieta e discreta, ela entrou na área de concursos de beleza por acaso, em 2002, quando ainda tinha dezenove anos de idade. Em uma ocasião, seu tio paterno Geraldo Araújo, então dono de um restaurante em Paulínia, chamado Ponto de Encontro, cedeu o espaço para a comerciante Heloisa Mesquita (dona do jornal O Momento) para realizar as reuniões do evento que estava organizando, o concurso de Miss Paulínia, que tinha como objetivo "agitar a cidade muito parada". Apresentadas, Heloisa ficou encantada com a beleza de Marcela e decidiu inscrevê-la no concurso de 80 candidatas, e Marcela acabou ficando em segundo lugar no concurso Miss Paulínia 2002.  
Mesmo não tendo o entusiasmo e o sonho de ser modelo, mas incentivada por Mesquita, Marcela Temer continuou participando de concursos de beleza, vencendo na sequência o segundo lugar do Miss Estado de São Paulo 2003, ocorrido em Marília, em outubro de 2003, representando a cidade de Campinas (vizinha do município de Paulínia). Apesar do nome, o concurso não tinha nenhuma filiação com concursos nacionais, como o famoso Miss Brasil. Na participação do concurso, Marcela Temer e as demais candidatas tinham que apresentar "elegância na passarela" e desenvoltura, além de responder questões de língua estrangeira e de conhecimentos gerais, quesitos que Marcela atendeu muito bem, segundo o organizador do evento, Danilo D'Ávila. Apesar de não ter ficado em primeiro lugar na edição 2003, Marcela foi convidada para participar em um concurso internacional, o que ela recusou, por influência da mãe Norma, que não queria que ela viajasse.
Em 2009, já casada, Marcela formou-se bacharel em direito com trabalho de conclusão "Fertilização In Vitro no Direito Brasileiro" pela faculdade particular Faculdade Autônoma de Direito (Fadisp), em São Paulo, e em entrevista, disse que não prestou o exame da Ordem dos Advogados do Brasil (OAB), porque, na mesma época, nasceu o filho do casal, Michel Temer Filho, o "Michelzinho". Desde que se casou, Marcela não trabalhou mais, dedicando-se a cuidar do filho e do lar.

### Relacionamento com Michel Temer

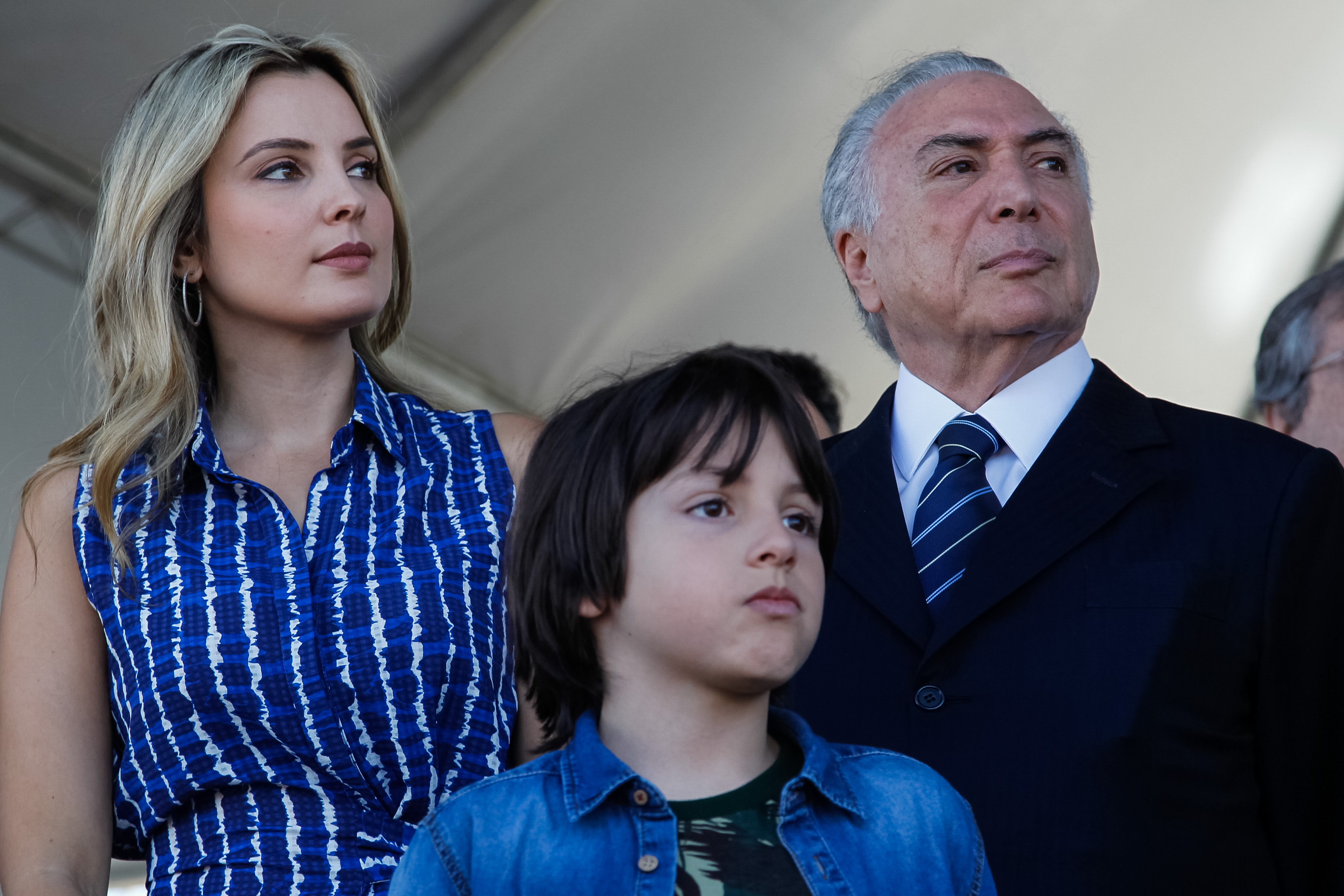
Michel Temer, Marcela e o único filho do casal, Michel, em 2017.

Em 2002, Marcela conheceu Michel Temer, então com 42 anos a mais do que ela, durante uma convenção do PMDB, onde Temer estava como candidato a deputado federal. Marcela participou do evento acompanhando seu tio, Geraldo de Araújo, que era filiado ao partido e funcionário da prefeitura de Paulínia. Dois meses depois, atendendo a um pedido de seu pai, Marcela enviou um e-mail a Temer para parabenizá-lo pela recente eleição. Em uma entrevista ao apresentador Amaury Jr., Marcela detalhou esse primeiro encontro e o início de sua relação com Temer, destacando a cortesia e o respeito que marcaram os primeiros momentos de sua interação.
Ele não me paquerou […] eu que mandei um e-mail para ele depois do primeiro encontro […] depois começamos a namorar.
De acordo com Marcela, Temer foi seu "primeiro namorado", e durante o relacionamento, ela fez uma tatuagem na nuca com o nome "Michel Temer" como uma forma de homenagem ao então namorado.

#### Casamento
Marcela e Michel Temer se casaram em uma cerimônia íntima em 26 de julho de 2003, com apenas doze convidados presentes. O casal teve um filho, Michel Temer Filho, carinhosamente chamado de Michelzinho, que nasceu em 2009. A família tem se mantido discreta ao longo dos anos, especialmente durante o tempo em que Michel Temer ocupou o cargo de vice-presidente e, posteriormente, de presidente do Brasil.

## Segunda-dama do Brasil

### Posse da presidente Dilma Rousseff

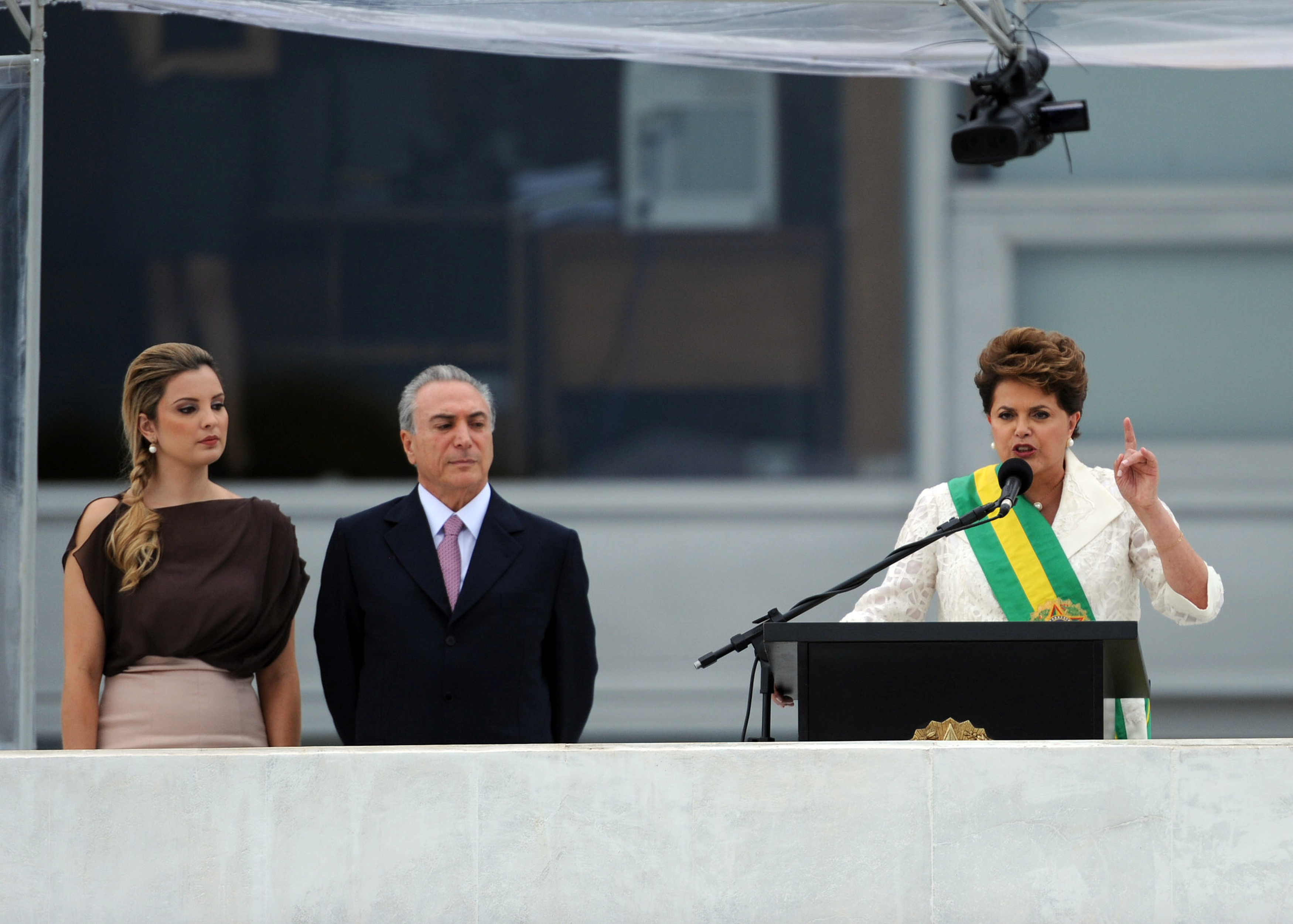
Marcela, Michel Temer e Dilma Rousseff, na posse em 2011.

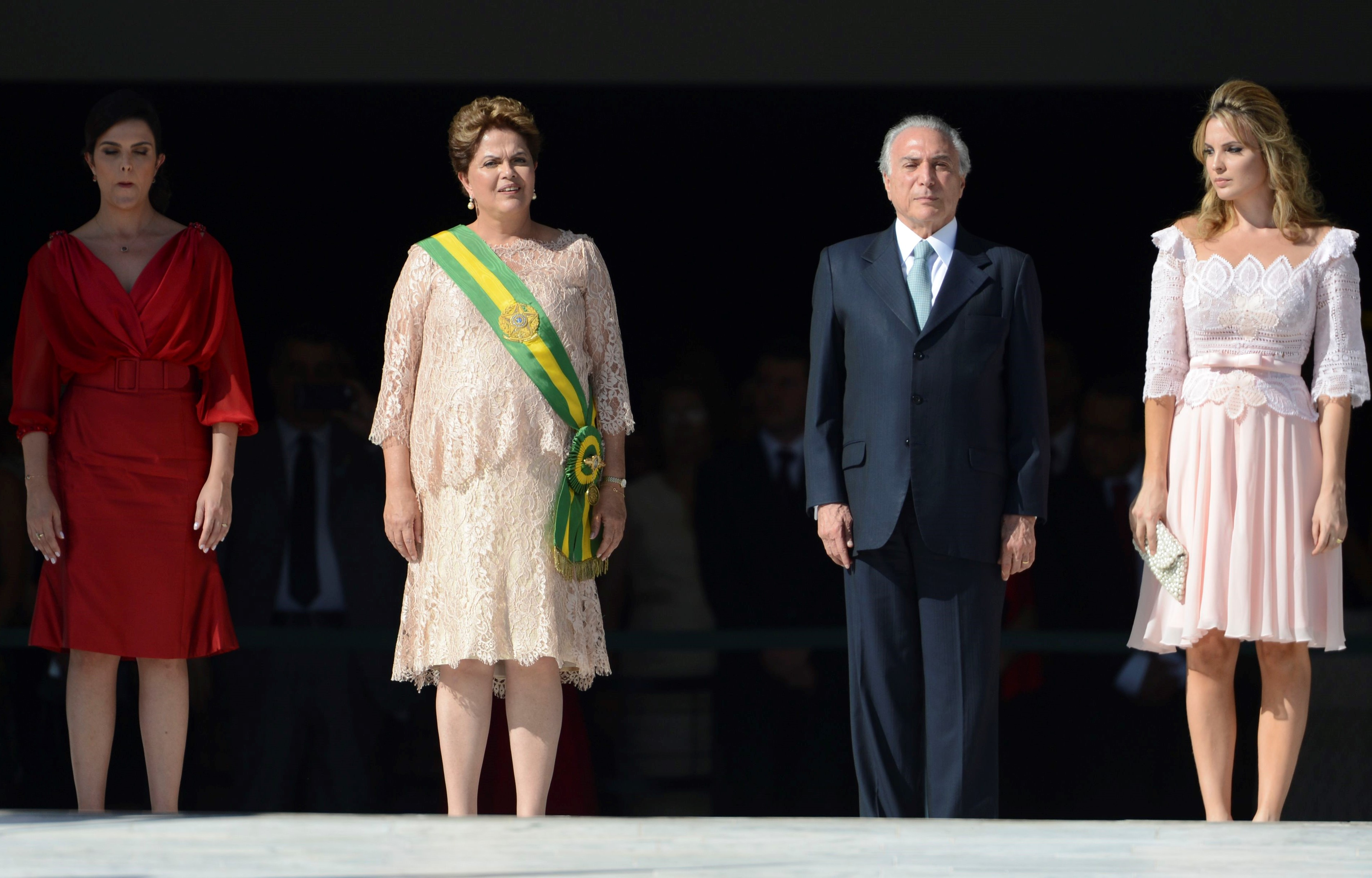
Na posse de 2015, Marcela ao lado do marido, da presidente Dilma Rousseff e sua filha Paula.

Durante a posse de Dilma Rousseff, em 1º de janeiro de 2011, Marcela Temer acompanhou o marido, Michel Temer, e rapidamente se tornou um dos assuntos mais comentados pela mídia brasileira e internacional. A diferença de idade entre o casal chamou a atenção, já que, na época, Marcela tinha apenas 27 anos e Michel 70, gerando grande repercussão tanto no Brasil quanto no exterior. Este contraste, junto à sua presença elegante e discreta, fez com que a segunda-dama fosse amplamente notada e analisada sob diferentes perspectivas, como sua vida pessoal e seu papel político ao lado do marido.
Nos primeiros dias após a posse, Marcela tornou-se um fenômeno nas redes sociais. De acordo com o site especializado Twend.it, ela ficou 32 horas entre os dez termos mais comentados do mundo no Twitter. Esse fenômeno ocorreu devido à curiosidade e à cobertura midiática de sua figura pública. O pico de popularidade aconteceu no domingo seguinte à posse, às 14 horas, quando os tweets mencionando o nome de Marcela Temer chegaram a representar 0,09% de todas as mensagens no mundo. Para efeito de comparação, o cantor Justin Bieber, uma figura globalmente conhecida, alcançou 0,24% dos tweets no mesmo horário. Esses números destacam o impacto imediato da nova segunda-dama no cenário mundial, especialmente considerando o contexto das redes sociais em 2011, ainda em fase de expansão e maior visibilidade.
Da mesma forma que aconteceu na primeira posse de Dilma Rousseff, Marcela Temer voltou a chamar a atenção nacional durante a segunda posse da então mandatária, que ocorreu em 1º de janeiro de 2015. Nesta ocasião, Marcela escolheu um vestido mais discreto, com um tom mais claro, que evocava o estilo elegante de grandes figuras da história, como Jacqueline Kennedy. O vestido, de um tom suave e sofisticado, foi comparado ao usado por Jackie Kennedy na posse de seu marido, o presidente John F. Kennedy, nos Estados Unidos, em 1961. A escolha do look refletiu uma homenagem ao estilo clássico e atemporal da primeira-dama norte-americana, que se tornou um ícone de moda e elegância. Esse gesto de Marcela Temer foi uma demonstração de bom gosto e simbolizou um desejo de manter o equilíbrio entre a modernidade e a tradição, algo que ela procurou transparecer ao longo de seu tempo como segunda-dama.

### Atividades sociais
Durante seu tempo como segunda-dama, Marcela Temer se envolveu ativamente em algumas causas sociais, destacando-se por sua dedicação à promoção da saúde pública. Um dos projetos mais importantes que ela apoiou ao lado da então presidente Dilma Rousseff foi o Programa de Prevenção e Tratamento do Câncer de Colo de Útero e de Mama. Este programa foi lançado oficialmente em 2011 no Teatro Amazonas, em Manaus, e tinha como objetivo a conscientização sobre a importância do diagnóstico precoce dessas doenças, além de promover o acesso ao tratamento para mulheres em todo o Brasil.
Em 21 de junho de 2012, durante a Conferência Rio+20, Marcela Temer teve um papel de destaque ao receber primeiras-damas estrangeiras que participaram do evento internacional no Rio de Janeiro. A programação, organizada por ela, foi pensada para proporcionar uma experiência única e de convivência entre as convidadas, além de promover a cultura e a moda brasileiras.

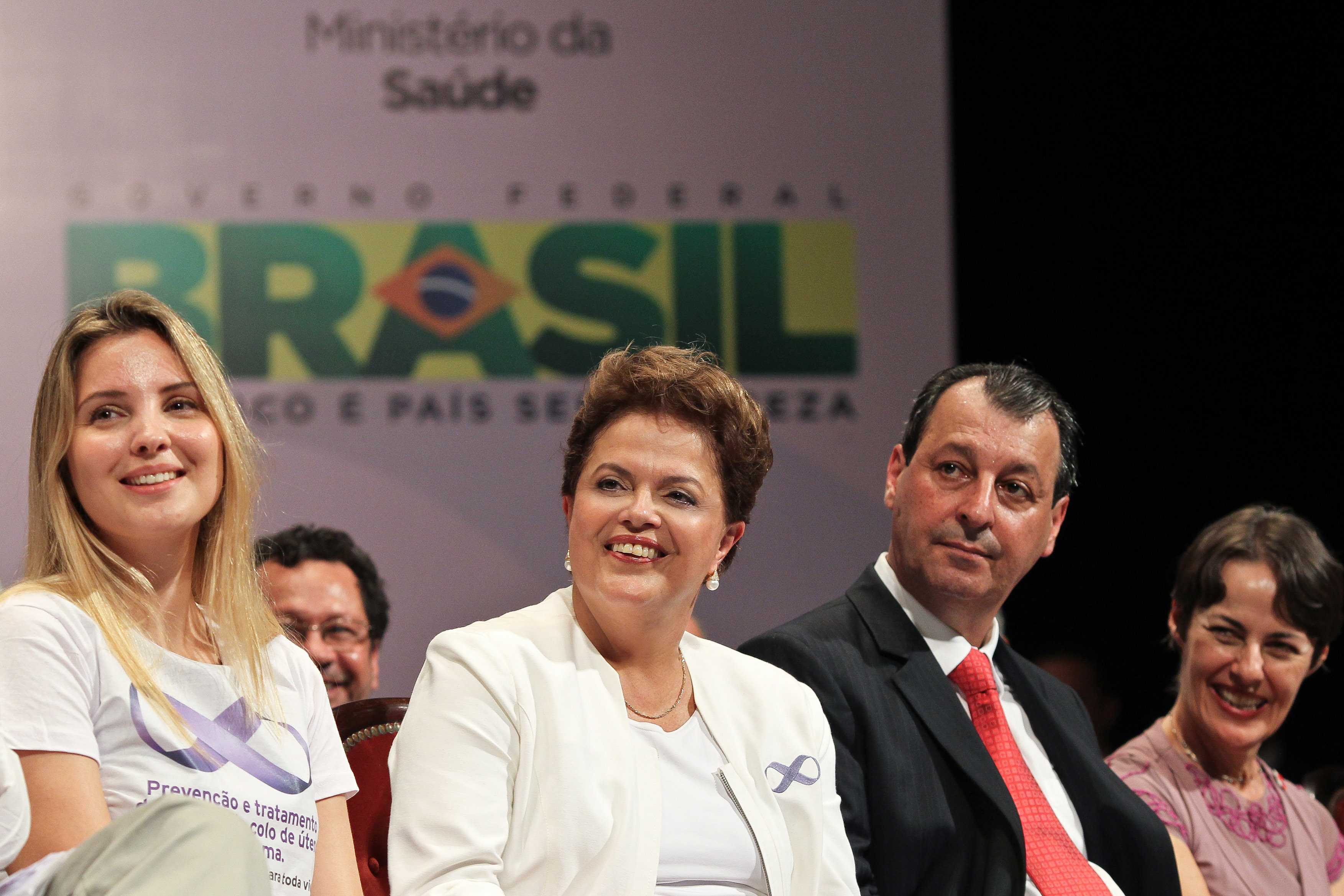
Marcela ao lado de Dilma Rousseff participam de cerimônia de lançamento da campanha de combate ao câncer de mama e colo do útero, em Manaus.

O encontro foi dividido em três momentos distintos. O primeiro ocorreu com um almoço a bordo do Pink Fleet, um barco de luxo pertencente ao empresário Eike Batista, que ofereceu um ambiente sofisticado e acolhedor para as primeiras-damas. Esse evento foi uma excelente oportunidade para elas conhecerem um pouco mais da beleza e da riqueza natural do Rio de Janeiro, enquanto desfrutavam de um menu especial e interagiam em um ambiente descontraído.
O encerramento da programação aconteceu no Palácio do Itamaraty, um dos mais importantes e históricos espaços do Brasil, onde Marcela organizou um elegante chá. O evento, que também contou com um desfile de moda e jóias brasileiras, teve como objetivo apresentar as riquezas culturais e artísticas do Brasil, promovendo tanto a moda nacional quanto o trabalho de designers locais. O chá foi marcado por um clima refinado e uma atmosfera de confraternização entre as primeiras-damas, onde se discutiram temas de relevância social e cultural, enquanto apreciavam as criações de estilistas brasileiros e joalheiros renomados.

#### Viagem oficial
Em 18 de novembro de 2011, o casal vice-presidencial brasileiro, Michel e Marcela Temer, realizou uma visita oficial ao Líbano, onde foram recebidos pelo então presidente Michel Suleiman e pela primeira-dama Wafaa Sleiman. A visita teve um caráter diplomático e foi um marco nas relações bilaterais entre os dois países, com ênfase em estreitar laços de cooperação em diversas áreas, incluindo o comércio, a cultura e a educação. Durante a estadia, o casal teve a oportunidade de participar de encontros oficiais e atividades que reforçaram o compromisso do Brasil com o fortalecimento de suas relações com o mundo árabe.

### Vida depois da posse
Após a posse de Michel Temer como vice-presidente do Brasil, o casal decidiu morar no Palácio do Jaburu, residência oficial da vice-presidência, mas somente depois que o prédio passasse por uma reforma significativa. A reforma incluiu adaptações para acomodar o filho Michel Temer Filho, que tinha cerca de dois anos na época. A mudança para o Jaburu foi um momento marcante para o casal, mas foi acompanhada de uma necessidade de ajustes na residência, refletindo a vida familiar e os novos desafios de Marcela e Michel, que começavam a se ajustar à vida pública.
Além disso, a faculdade onde Marcela se formou em Direito publicou um grande anúncio no jornal O Estado de S. Paulo em 2011, destacando sua imagem em uma foto junto com uma propaganda do seu vestibular. Embora tenha se formado bacharel em Direito, Marcela nunca exerceu a profissão, optando por focar em causas sociais e outras atividades que a colocaram em destaque durante o mandato de seu marido.
Embora com a vontade de manter uma postura reservada, amigos de Temer sugeriram que Marcela pudesse ser uma boa imagem do governo federal, à semelhança de figuras como Michelle Obama, que tem um papel ativo e visível em causas sociais nos Estados Unidos. A ideia era que ela visitasse áreas mais carentes das grandes cidades, apoiando programas sociais e promovendo ações de inclusão. Contudo, a grande repercussão de sua posse e a constante atenção da mídia a deixaram assustada. Por isso, Marcela se manteve distante dos holofotes, mantendo um perfil discreto, que contrastava com o papel que muitos esperavam que ela desempenhasse como primeira-dama ou como figura pública de destaque.

### Tentativa de extorsão
Em abril de 2016, o celular da segunda-dama Marcela Temer foi clonado, e ela recebeu ameaças de vazamento de conversas privadas que tinha com seu irmão, Karlo Augusto Araújo, sobre seu marido, Michel Temer, e o marqueteiro Arlon Viana. O incidente gerou uma grande repercussão e foi tratado com seriedade pelas autoridades, sendo investigado pela Polícia Civil de São Paulo, sob a liderança do então secretário de Segurança Pública, Alexandre de Moraes.
O caso resultou na sentença de cinco anos de prisão para o responsável, condenado por extorsão e estelionato. A investigação revelou a gravidade do crime e trouxe uma oportunidade para que Alexandre de Moraes se destacasse como uma figura confiável no governo Temer. Como reconhecimento pelo trabalho realizado, e pela confiança que Michel Temer depositou nele, Moraes foi indicado ao Ministério da Justiça em abril de 2016 e, posteriormente, em fevereiro de 2017, recebeu a nomeação para ocupar a vaga no Supremo Tribunal Federal (STF) deixada pela morte do ministro Teori Zavascki.
Esse episódio, além de envolver questões de segurança e privacidade, teve implicações políticas, destacando a relação entre Temer e Moraes, e evidenciando o crescente papel do então secretário de Segurança Pública dentro da administração federal.

## Primeira-dama do Brasil

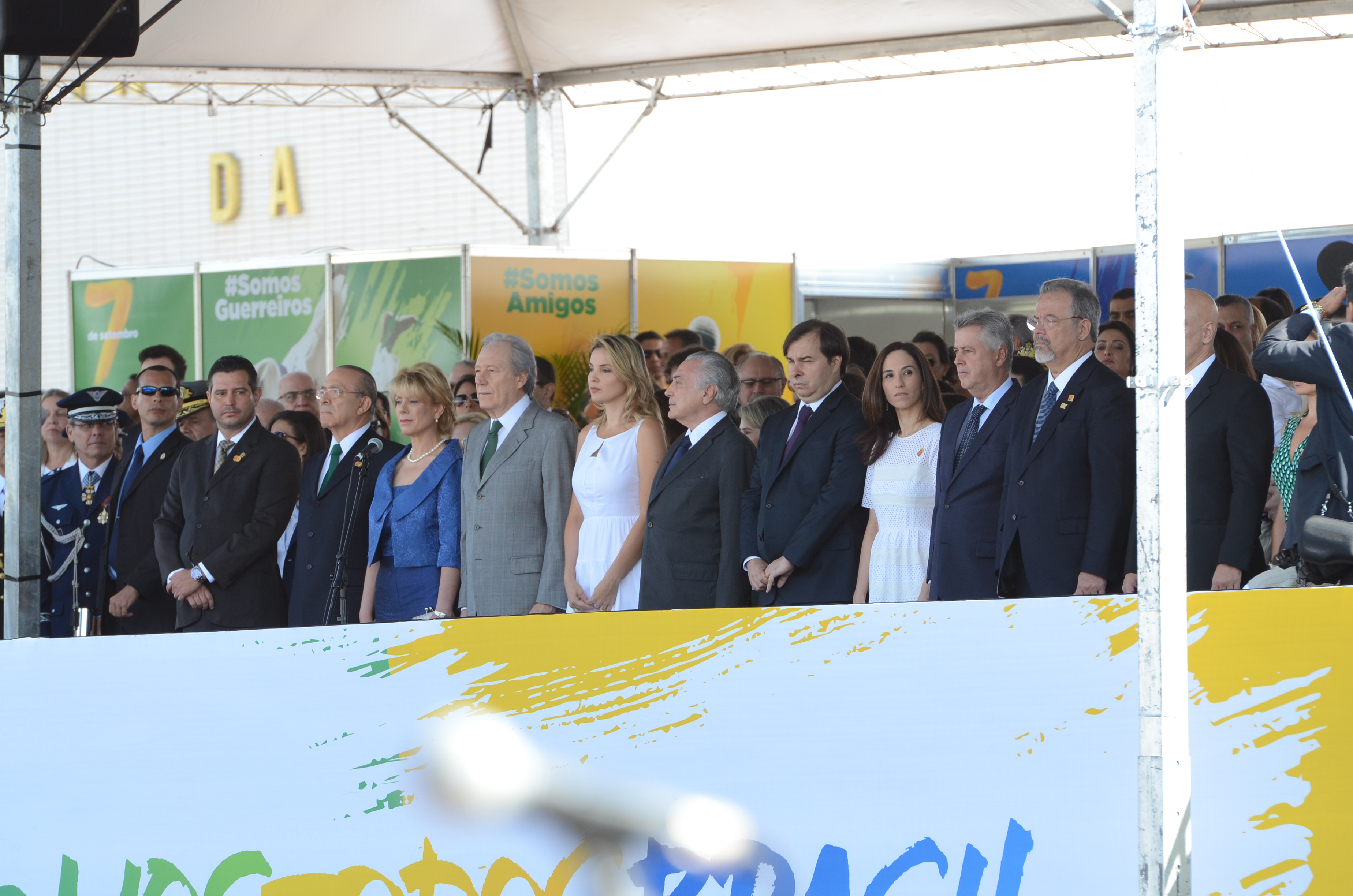
Marcela Temer nas comemorações do Dia da Independência.

Em 31 de agosto de 2016, após a posse de Michel Temer como Presidente da República, Marcela Temer assumiu o papel de primeira-dama do Brasil. Seu primeiro evento oficial como primeira-dama foi no desfile de 7 de setembro de 2016, em comemoração ao Dia da Independência do Brasil, onde apareceu ao lado do marido com um elegante vestido branco, assinado pela estilista brasiliense Luisa Farani. O modelo, que se destacou pela simplicidade e sofisticação, fez tanto sucesso que se esgotou em menos de 24 horas na loja virtual da estilista. Curiosamente, Marcela repetiu esse mesmo vestido no último evento oficial de seu mandato como primeira-dama, durante a posse de Jair Bolsonaro em 2019, o que gerou grande repercussão. Esse gesto simbolizou a continuidade de sua presença discreta, mas marcante, nas funções oficiais, e reforçou a sua imagem como figura que alia estilo e seriedade em sua atuação pública.

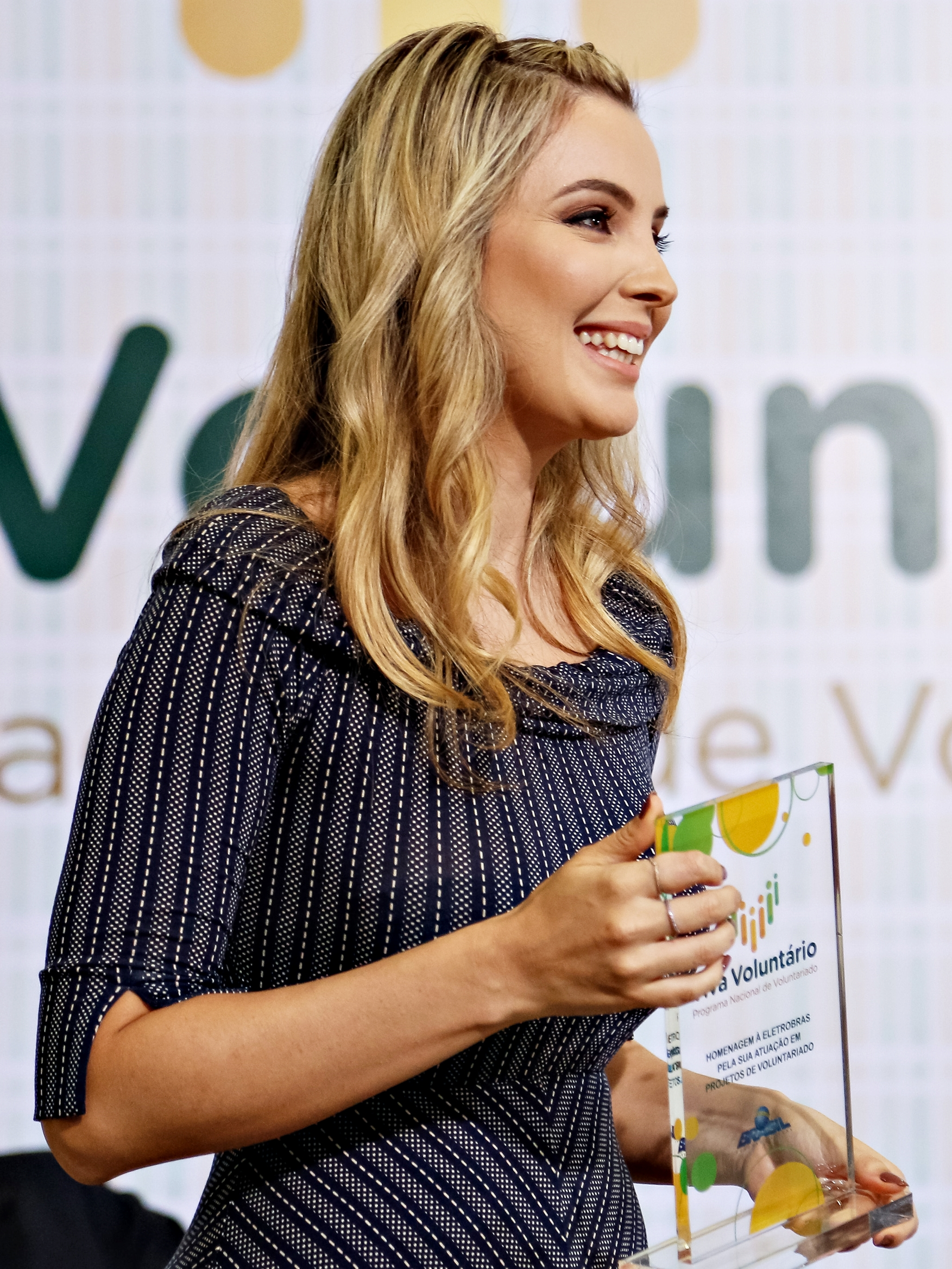
Marcela Temer no lançamento do Programa de Voluntariado, em 2017.

Em 28 de agosto de 2017, durante o Dia Nacional do Voluntariado, Marcela Temer lançou, ao lado do presidente Michel Temer, o programa Viva Voluntário, uma ação nacional do governo federal destinada a incentivar o trabalho voluntário no Brasil. O programa tinha como objetivo estimular o engajamento social em atividades voluntárias, ao mesmo tempo em que promovia a educação para a cidadania. Além disso, a iniciativa previa a participação de alunos da rede pública e estabelecia que o voluntariado fosse reconhecido em concursos públicos e processos internos de promoção na administração pública, com pontos adicionais para aqueles que se dedicassem a ações voluntárias.
Durante o lançamento, Marcela destacou que ser voluntário é, acima de tudo, um ato de amor, afirmando que "abdicar de seu tempo para ouvir e ajudar alguém é a maior demonstração de altruísmo que o ser humano pode dar". Ela ainda completou dizendo que "um mundo melhor só pode ser construído com todos", sublinhando a importância da colaboração e do compromisso social na construção de uma sociedade mais justa e solidária. A ação visava, portanto, não só transformar vidas, mas também valorizar o voluntariado como uma prática essencial para o fortalecimento da comunidade e do país como um todo.
Em 2017, Marcela recebeu a rainha Sílvia da Suécia, que realizou uma visita oficial ao Brasil. Juntas, as duas personalidades participaram do Fórum Global da Criança na América do Sul, um evento de grande importância para a defesa dos direitos da infância. O fórum ocorreu na sede da Federação das Indústrias do Estado de São Paulo (Fiesp), e foi uma oportunidade de reunir líderes e especialistas para discutir e promover políticas públicas voltadas para o bem-estar infantil.

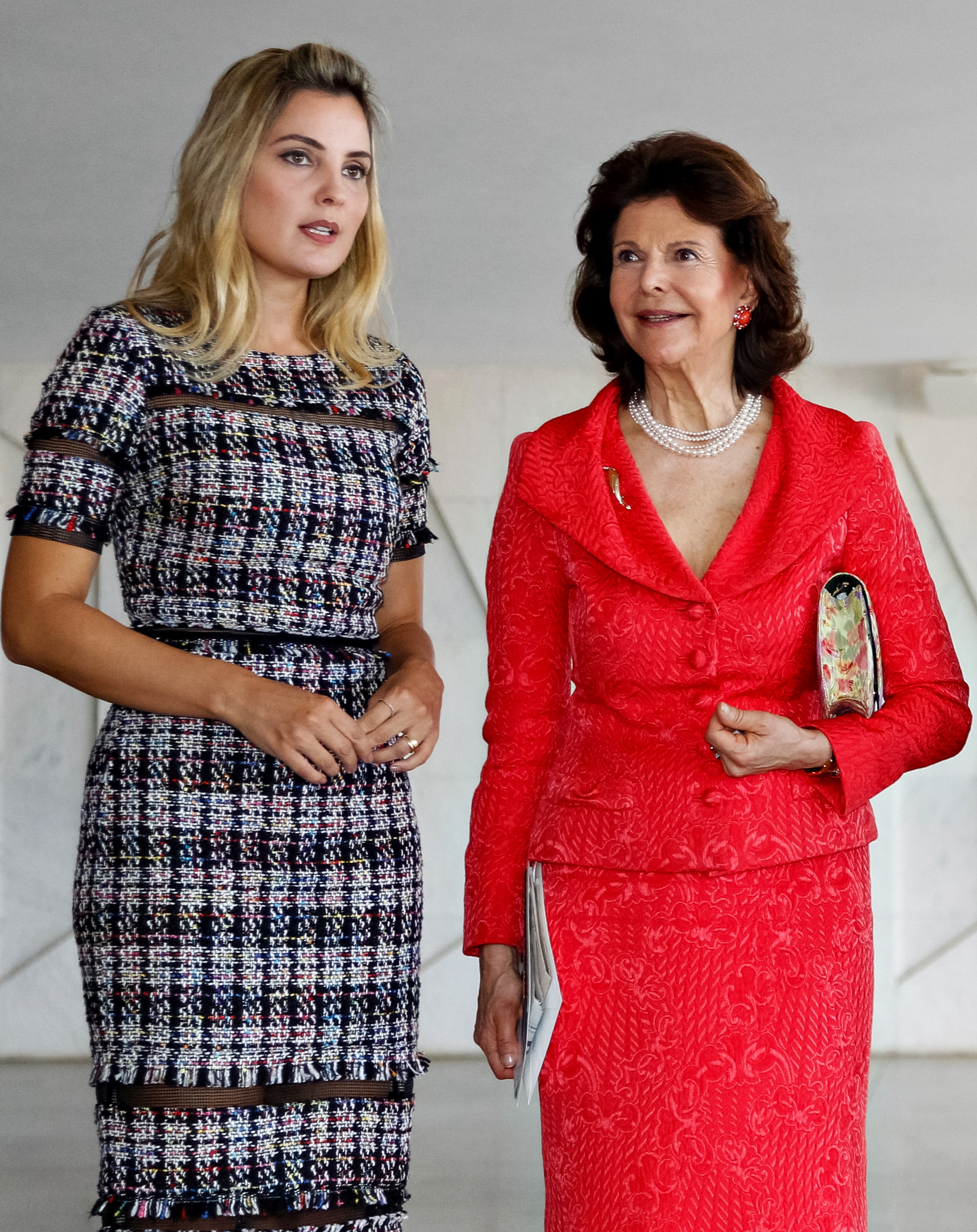
Marcela e a rainha Sílvia da Suécia, no Palácio Itamaraty, em 2017.

Durante o evento, Marcela destacou em seu discurso que foi um privilégio para o Brasil sediar o Global Child Forum, ressaltando a importância de eventos como esse para a construção de um futuro mais justo para as crianças do mundo. Ela enfatizou que a defesa da infância é uma prioridade para o Brasil, especialmente quando se trata de garantir o direito de todas as crianças a uma vida saudável, segura e com oportunidades iguais. O evento contou com a presença de várias autoridades e representantes de organizações internacionais, sendo um marco na promoção de ações para melhorar a vida das crianças em diversas regiões da América do Sul. A visita da rainha Sílvia, conhecida por seu trabalho em defesa dos direitos da criança, também fortaleceu a colaboração internacional entre o Brasil e a Suécia em questões sociais e educacionais.
A criança entende a vida como uma sugestão de gestos de carinho e solidariedade, o fórum é universal... É nosso dever apoiar a infância.
Em 23 de março de 2017, Marcela visitou uma associação no bairro da Estrutural, uma das regiões periféricas de Brasília, conhecida por abrigar um dos maiores aterros sanitários da América Latina. A associação atendia crianças de 6 a 15 anos e promovia ações socioeducativas voltadas para o desenvolvimento e bem-estar das crianças e jovens da comunidade. Durante a visita, Marcela se envolveu ativamente com as crianças e as atividades da instituição, ajudando a servir o almoço para os pequenos, um gesto que destacou seu compromisso com as causas sociais e sua proximidade com as realidades mais vulneráveis do Brasil. Ela também teve a oportunidade de conhecer as instalações da associação e as iniciativas voltadas para a educação e inclusão social daquelas crianças.
Em 20 de setembro de 2017, Marcela Temer participou de um evento promovido pelas esposas de militares da Marinha, conhecidas como Voluntárias Cisne Branco. Durante o evento, a primeira-dama teve a oportunidade de conhecer o grupo Rosas do Cerrado, uma organização formada por mulheres do Distrito Federal que são diagnosticadas com câncer de mama. A visita teve grande significado, pois Marcela teve a chance de interagir com essas mulheres que enfrentam o câncer de mama, demonstrando apoio e solidariedade. A primeira-dama se destacou pela empatia e pelo compromisso com a saúde feminina, sempre buscando dar visibilidade a causas como essa, que buscam fortalecer a luta contra o câncer e promover o bem-estar das mulheres afetadas pela doença.

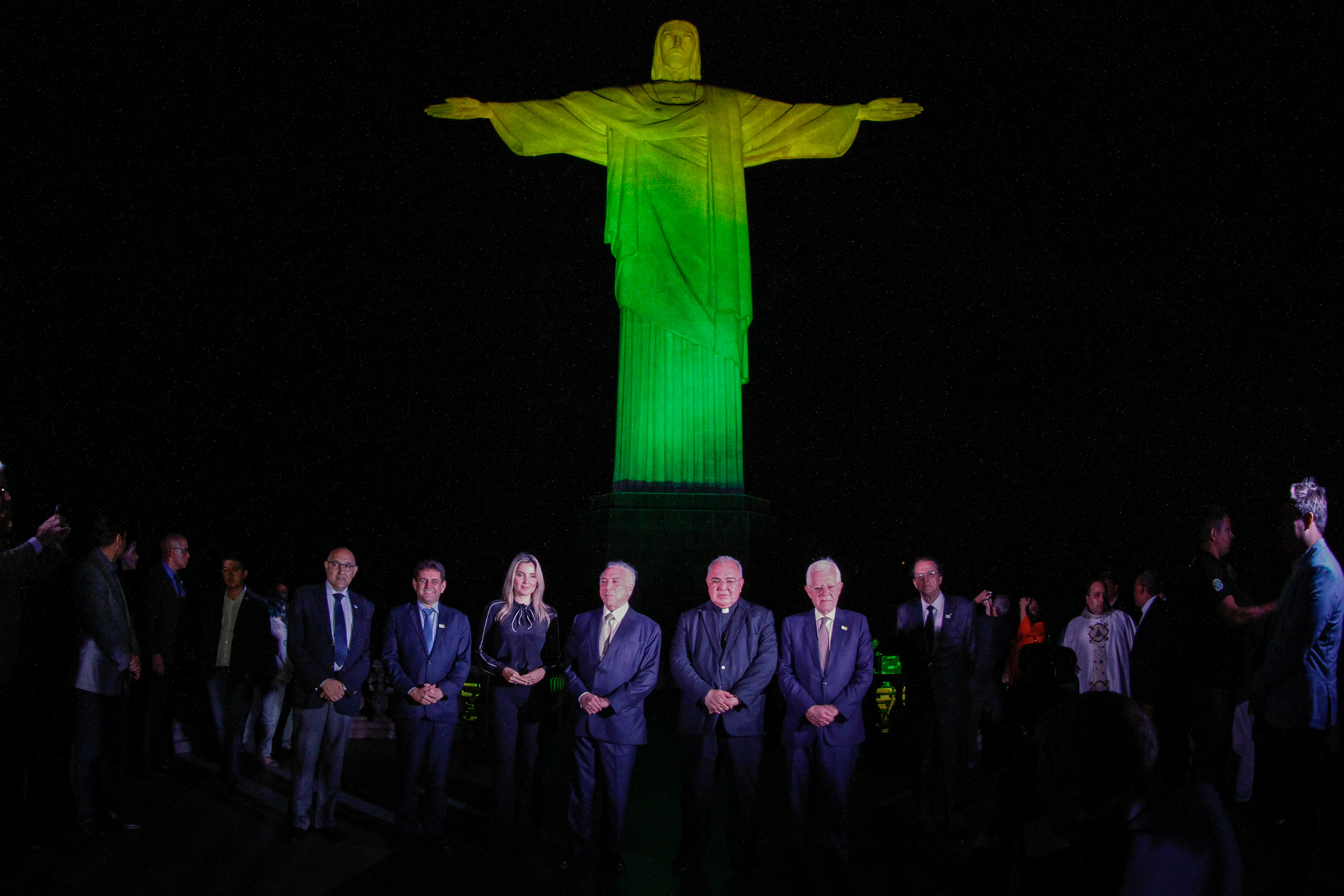
Marcela no Cristo Redentor.

Em 13 de novembro de 2017, Marcela, acompanhada de seu marido, o presidente Michel Temer, viajou até o Rio de Janeiro para participar da Cerimônia de Lançamento do Programa Emergencial de Ações Sociais para o Estado do Rio de Janeiro e seus Municípios. O programa, que recebeu um investimento significativo de R$ 157 milhões, visava implementar ações emergenciais para apoiar as necessidades sociais da população carioca e das cidades do estado, focando em áreas como saúde, educação e segurança. O evento contou com a presença do governador Luiz Fernando Pezão e da primeira-dama Maria Lúcia Horta Jardim. Durante a cerimônia, Marcela expressou seu compromisso com as causas sociais e destacou a importância da parceria entre o governo federal, estadual e as comunidades locais para a promoção do bem-estar e o fortalecimento do sistema de assistência social.
Em 22 de abril de 2018, Marcela Temer se tornou o centro das atenções quando demonstrou grande coragem ao pular em um lago do Palácio da Alvorada para salvar seu cachorro Picoly, da raça Jack Russell, que havia caído na água. O episódio ocorreu durante a caminhada diária que ela fazia ao lado de seu filho Michelzinho. Ao perceber que o cachorro estava lutando para sair da água, Marcela não hesitou e se jogou no lago para resgatar o animal. A situação gerou um grande alvoroço na mídia, principalmente pela atitude de risco tomada pela primeira-dama, que, mesmo com segurança à sua disposição, agiu de forma decidida para salvar seu pet. De acordo com a assessoria da primeira-dama, Marcela solicitou ajuda à agente do Gabinete de Segurança Institucional (GSI) que estava a serviço naquele momento, mas não obteve assistência. Como consequência, a agente foi afastada de suas funções no GSI, embora não tenha sido demitida. Ela ficou à disposição da instituição para novas designações, mas o episódio gerou uma reflexão sobre a atuação da segurança da primeira-dama. Este momento foi amplamente discutido nas redes sociais e nos meios de comunicação, e, embora tenha gerado algumas críticas, também foi visto por muitos como um gesto de coragem e amor, tanto para com seu filho quanto com seu cachorro.

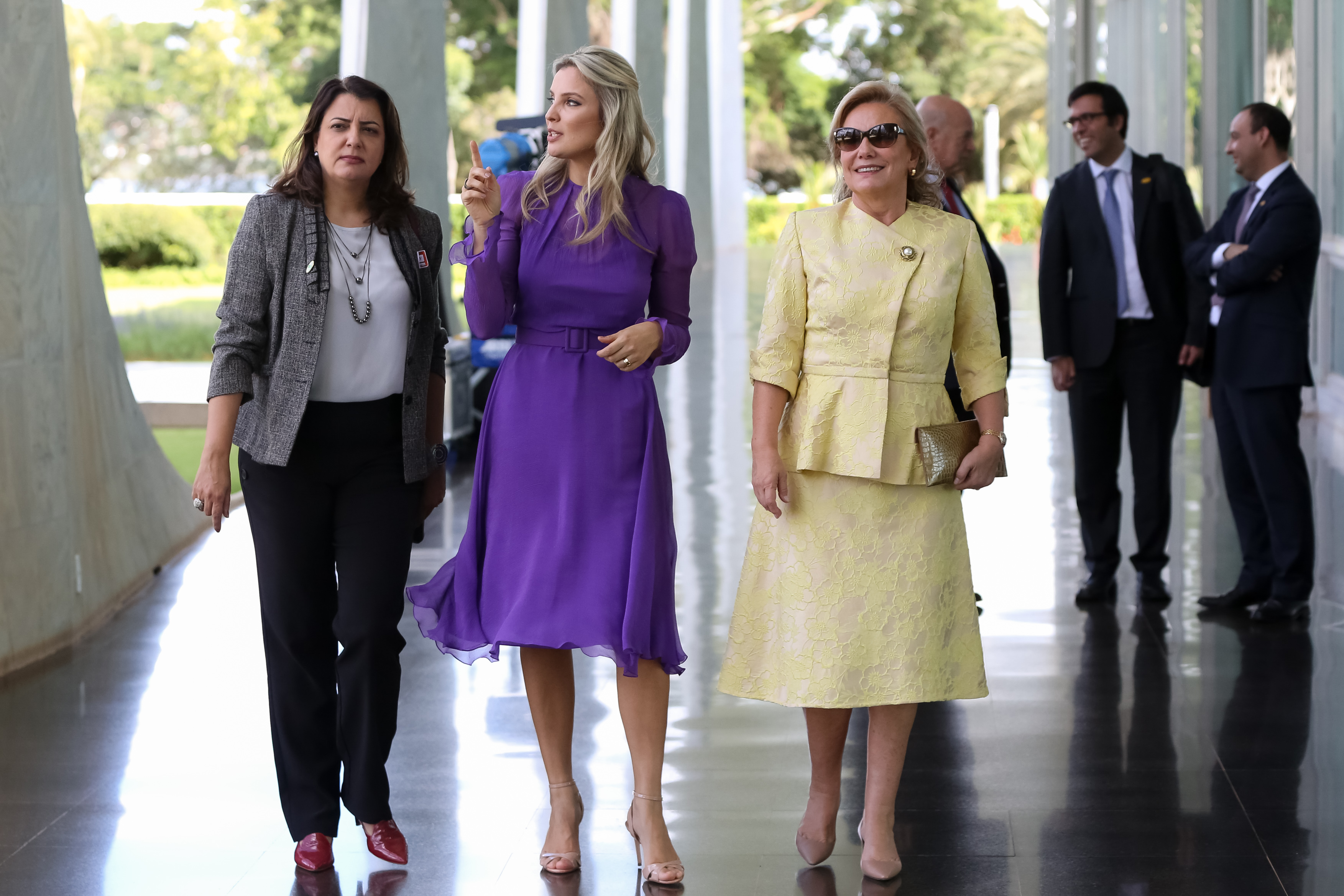
Marcela e a primeira-dama do Chile Cecilia Morel, no Palácio da Alvorada em 2018.

No dia 27 de abril de 2018, Marcela, juntamente com o presidente Michel Temer, recebeu Sebastián Piñera, presidente da República do Chile, e Cecilia Morel, a primeira-dama chilena. A visita foi parte de uma agenda diplomática entre os dois países, reforçando os laços bilaterais e as parcerias entre o Brasil e o Chile. Durante o encontro, Marcela e Cecilia Morel tiveram a oportunidade de trocar experiências e discutir questões de interesse social, além de promover a amizade e a colaboração entre as duas nações. A visita foi marcada por um momento de cordialidade e cooperação, onde o foco foi estreitar as relações entre as lideranças dos dois países, especialmente nas áreas de educação, cultura e desenvolvimento social.

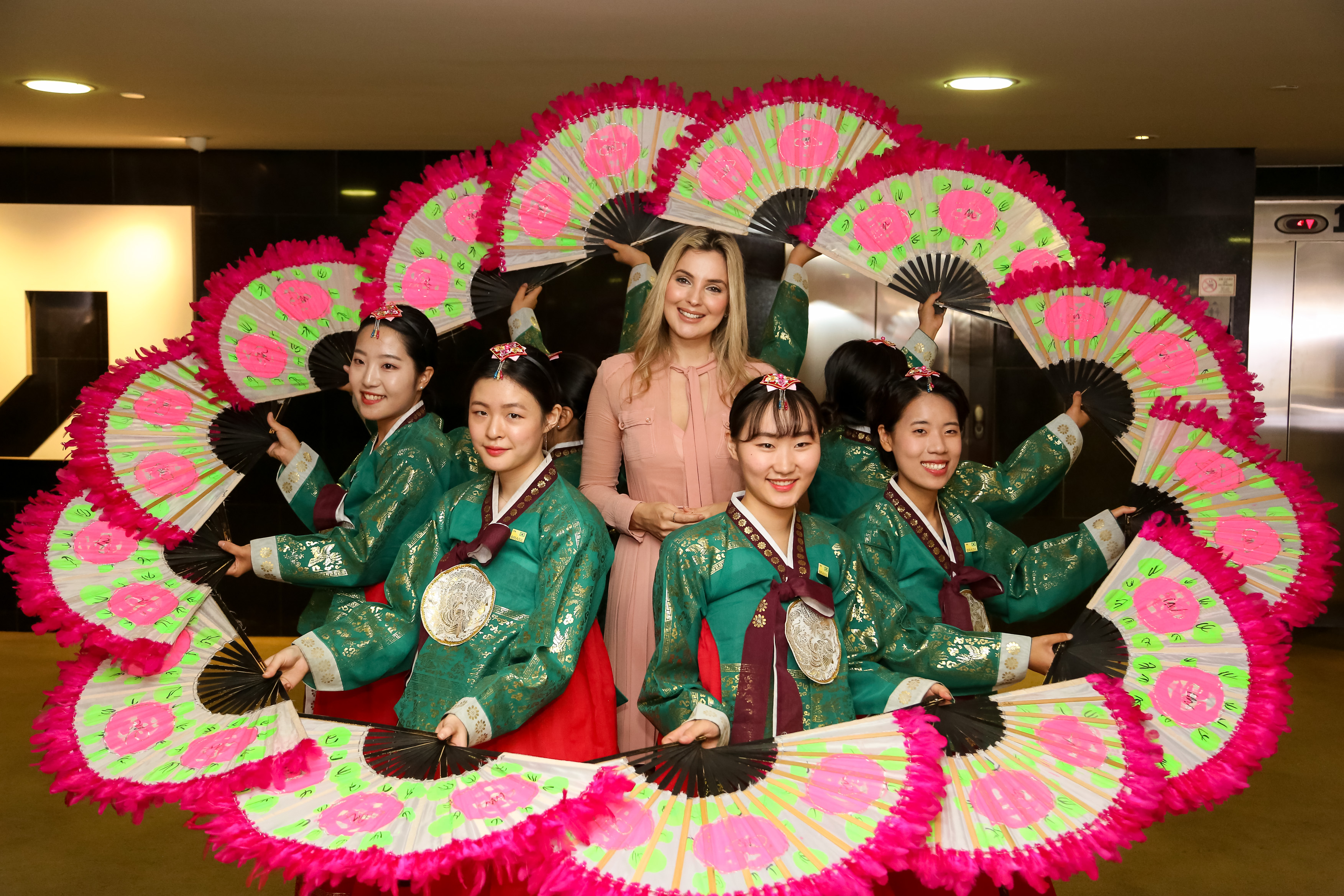
Marcela Temer com estudantes voluntárias coreanas da Organização Salvemos a Terra de A a Z.

Em 24 de agosto de 2018, para comemorar o Dia das Artes, Marcela Temer recebeu cerca de 100 crianças de projetos sociais como "Dançar é Arte", "Música e Cidadania" e "Garatuja" para uma visita especial ao Palácio da Alvorada. Durante o evento, as crianças tiveram a oportunidade de conhecer as obras de arte expostas no palácio e, em seguida, realizaram apresentações artísticas para alunos de outras instituições. Esse evento foi uma oportunidade para Marcela destacar a importância da cultura e da arte como instrumentos poderosos para o desenvolvimento social e pessoal das crianças, promovendo a integração e a valorização da educação artística. A visita também proporcionou um ambiente de aprendizado e troca de experiências, celebrando o potencial criativo das crianças e a relevância das políticas públicas que incentivam a participação delas em atividades culturais.
O trabalho realizado pelos projetos sociais é de extrema relevância para o país, pois aproxima a criança e o adolescente da arte, estimula de forma positiva o desenvolvimento cognitivo e possibilita futura profissionalização do aluno naquela atividade artística.

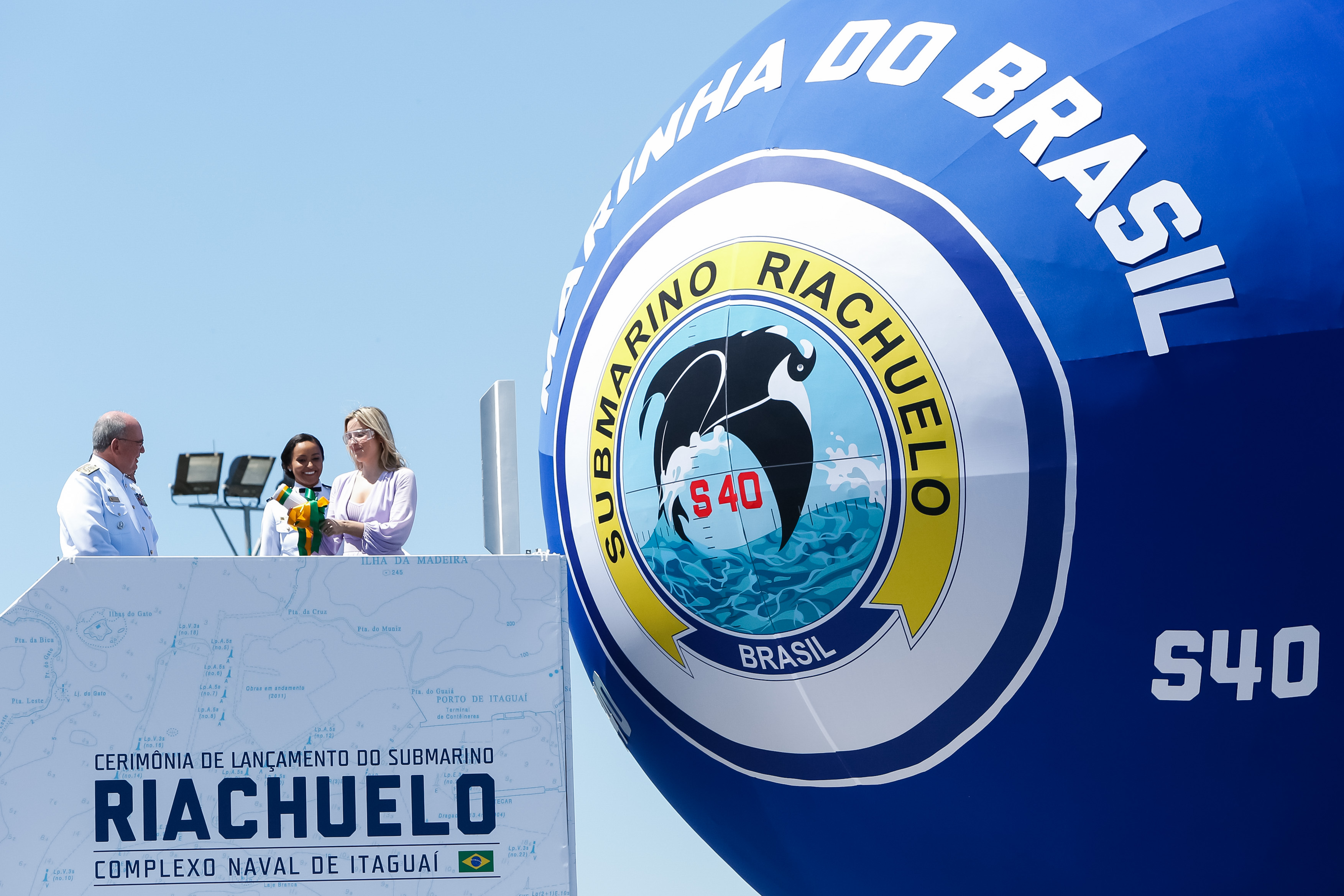
Marcela Temer na cerimônia de Lançamento do Submarino Riachuelo.

No dia 27 de novembro de 2018, Marcela acompanhou o marido, o presidente Temer, durante uma cerimônia no Palácio do Planalto, onde foi lançado o Plano Nacional de Enfrentamento à Violência Doméstica contra a Mulher. A iniciativa, coordenada pelo Ministério dos Direitos Humanos, tinha como objetivo fortalecer as políticas públicas de apoio às mulheres vítimas de violência doméstica, oferecendo medidas de prevenção, acolhimento e proteção. O plano também integra o Sistema Nacional de Políticas para as Mulheres, com ações voltadas à capacitação de profissionais, ampliação de redes de apoio, e o combate à violência doméstica em diferentes esferas da sociedade. Durante a cerimônia, Marcela reforçou a importância da implementação de políticas públicas eficazes para garantir a segurança e a dignidade das mulheres, destacando a necessidade de um trabalho conjunto entre a sociedade e o poder público para enfrentar a violência e promover a igualdade de gênero. A ação foi um marco no governo Temer no que se refere à defesa dos direitos das mulheres no Brasil.

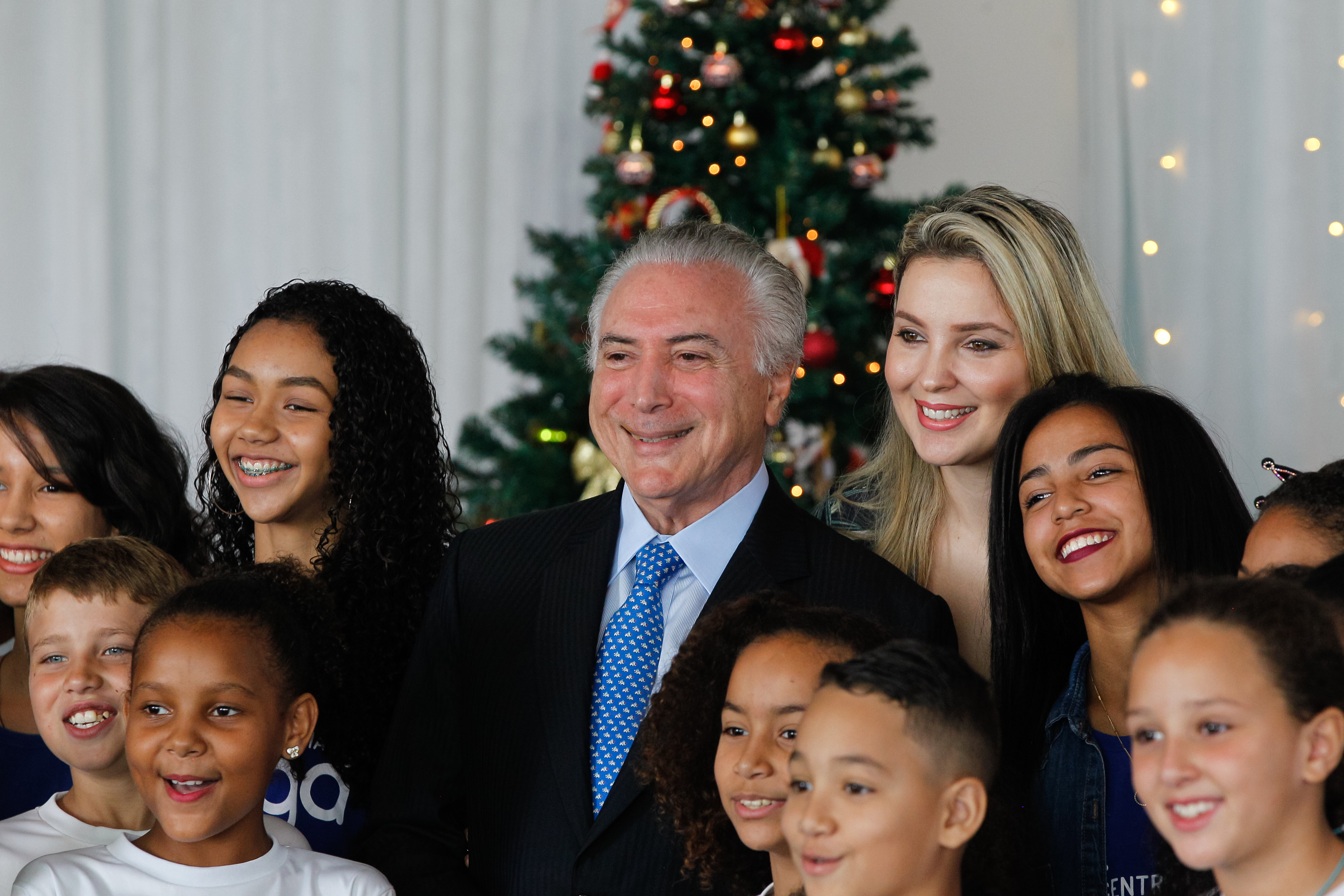
Apresentação musical das crianças do centro social Ingá e de crianças do PROFESP.

Em novembro de 2018, Marcela Temer recebeu Michelle Bolsonaro, esposa do presidente eleito Jair Bolsonaro, para dar início ao processo de transição de governo. Durante o encontro, Marcela apresentou as dependências do Palácio da Alvorada, residência oficial da presidência, e também da Granja do Torto, uma das outras residências presidenciais. A visita teve como objetivo proporcionar a Michelle um primeiro contato com as instalações e a rotina do cargo de primeira-dama, facilitando o início de sua nova função no governo federal. A transição foi marcada por uma troca de experiências entre as duas, especialmente no que diz respeito ao papel da primeira-dama no cenário político e social do país, e o trabalho desenvolvido por Marcela durante os anos em que esteve à frente de ações sociais e programas voltados para as mulheres e crianças em vulnerabilidade.
Em 14 de dezembro de 2018, Marcela Temer participou, junto ao presidente Michel Temer e ao presidente eleito Jair Bolsonaro, da cerimônia de lançamento do submarino Riachuelo no Complexo Naval de Itaguaí, localizado no litoral sul do Rio de Janeiro. A primeira-dama desempenhou o papel de madrinha de honra do primeiro submarino construído pelo Programa de Desenvolvimento de Submarinos (Prosub). Durante a cerimônia, Marcela seguiu a tradição naval ao quebrar uma garrafa de champagne contra o casco da embarcação, um gesto simbólico de boas-vindas e sorte, e expressou votos para que a embarcação e os marinheiros que nela embarcassem fossem abençoados.
Durante seu período como primeira-dama do Brasil, Marcela Temer e o presidente Michel Temer promoveram confraternizações de Natal para crianças no Palácio da Alvorada. No primeiro evento, realizado em 16 de dezembro de 2016, o casal distribuiu presentes de Natal para cerca de 100 alunos da Escola Classe Rural Boa Vista, localizada na região de Sobradinho, no Distrito Federal. Já em 22 de dezembro de 2017, Marcela e Michel repetiram a iniciativa, recebendo aproximadamente 100 crianças com idades entre 6 e 13 anos, provenientes de dois projetos sociais: o Centro Social Ingá, de São Sebastião, e o Programa Forças no Esporte. Esses eventos buscavam proporcionar momentos de alegria e celebração para crianças em situação de vulnerabilidade.

### Viagens oficiais

#### Índia

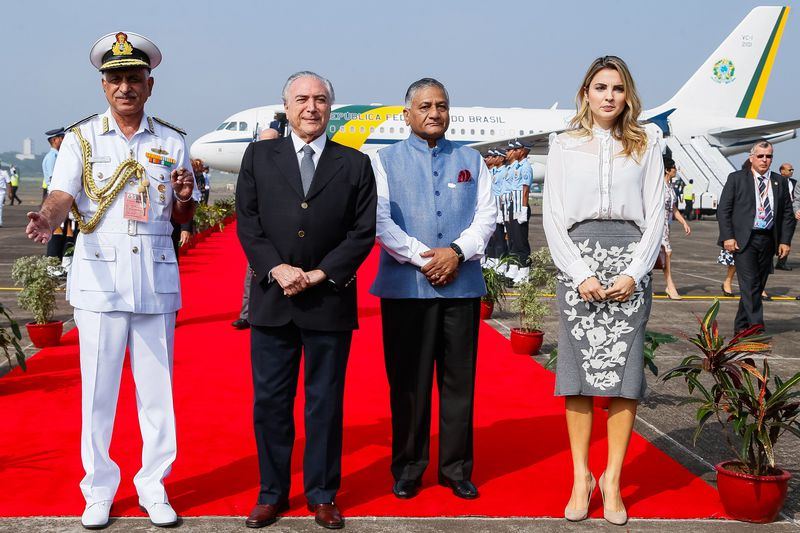
Marcela e Michel chegam na Índia, em 2016.

Marcela Temer realizou sua primeira viagem oficial ao exterior em 14 de outubro de 2016, acompanhando o presidente Michel Temer em uma visita à Índia para participar de um encontro da cúpula do BRICS. A primeira-dama desembarcou no país no dia seguinte e, durante a visita, participou de reuniões com as outras quatro esposas dos líderes que compõem o grupo político, que inclui Brasil, Rússia, Índia, China e África do Sul. A ocasião destacou o papel de Marcela nas representações diplomáticas e nos eventos oficiais, reforçando a importância das primeiras-damas na promoção das relações internacionais e da cooperação entre os países do bloco.

#### Japão
Na mesma viagem, após a passagem pela Índia, Marcela Temer chegou a Tóquio, capital do Japão, em 17 de outubro de 2016. Durante sua estadia, visitou a cidade de Kamisato, na província de Saitama, onde conheceu uma escola conveniada pelo Ministério da Educação (MEC) em colaboração com o governo japonês. Essa escola, o Instituto Educacional TS Recreação, atende cerca de 100 alunos, filhos de imigrantes brasileiros, promovendo a integração cultural e o ensino bilíngue. A visita reforçou a importância das iniciativas de apoio educacional para a comunidade brasileira no exterior, destacando o empenho de Marcela em ações sociais voltadas para a educação e bem-estar das crianças brasileiras fora do país.

### Trabalho social

#### Programa Criança Feliz

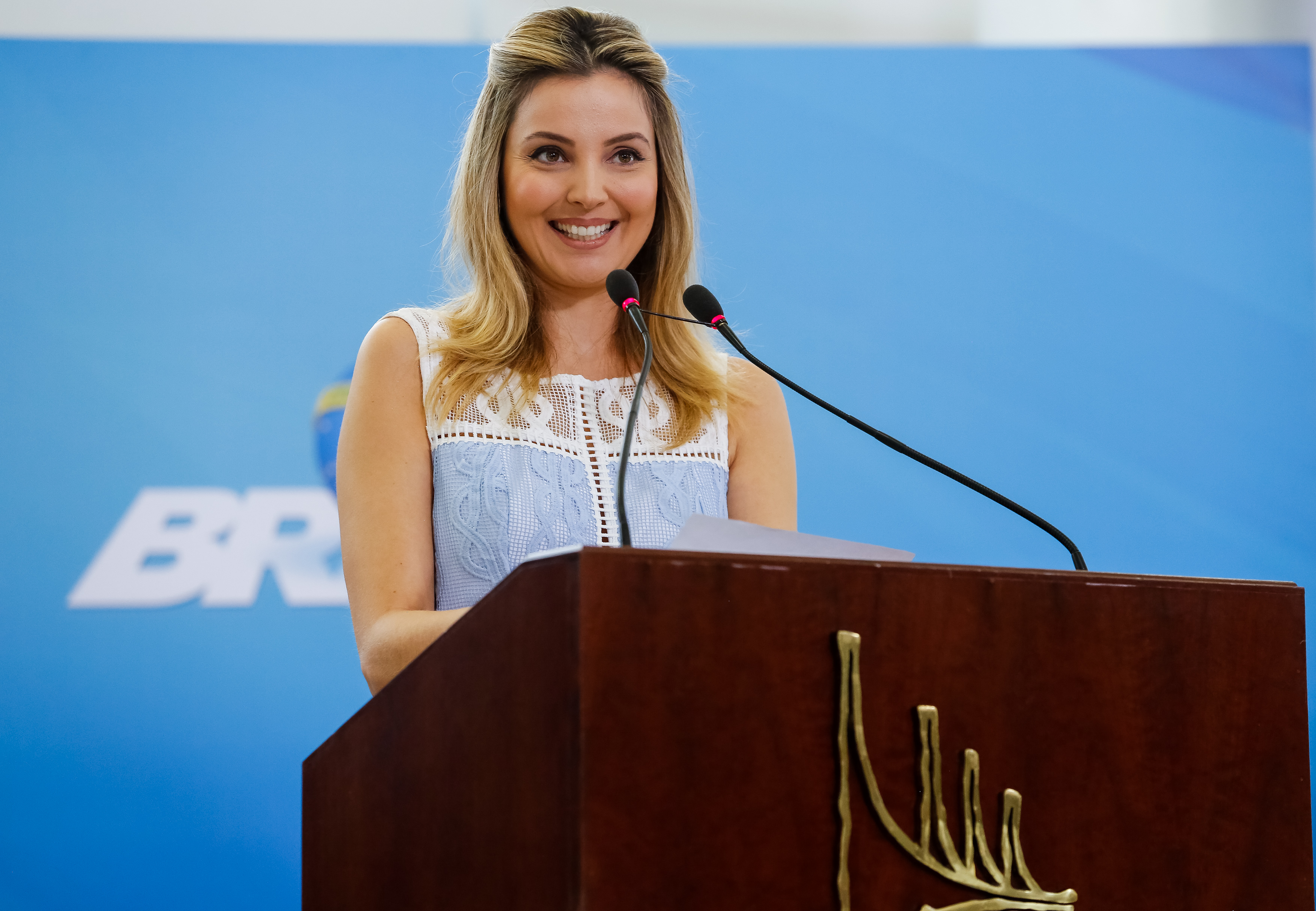
Marcela no lançamento do Criança Feliz.

Logo após assumir o posto de primeira-dama do Brasil, foi anunciado que Marcela Temer seria a embaixadora do programa "Criança Feliz", uma iniciativa voltada para fornecer assistência médica e psicológica a crianças carentes de 0 a 3 anos. O programa foi oficialmente lançado em 5 de outubro de 2016, com a primeira-dama expressando em seu discurso inaugural sua satisfação em poder contribuir para causas sociais, afirmando estar "feliz em colaborar em causas sociais do país". Apesar de seu papel de destaque, Marcela não teve funções deliberativas dentro do programa, que era de responsabilidade do Ministério do Desenvolvimento Social e Agrário, cabendo a ela a tarefa de divulgação e apoio institucional, enfatizando a importância do desenvolvimento integral na primeira infância para a construção de um futuro mais promissor.

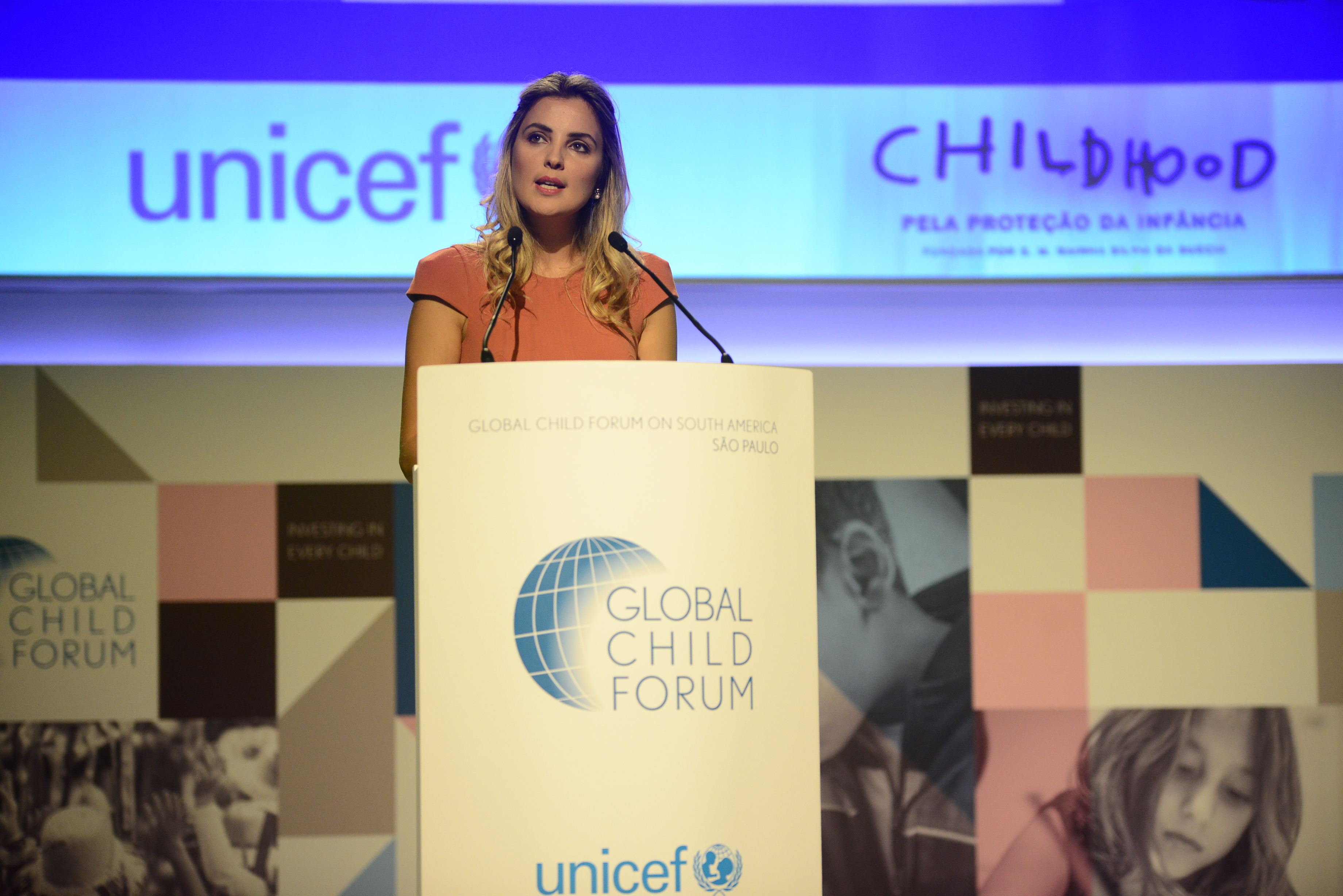
Marcela discursa no Fórum Global da Criança, em 2017.

Na semana em que o programa Criança Feliz completou um ano, em 2017, Marcela Temer, juntamente com o Ministro do Desenvolvimento Social, Osmar Terra, fez uma visita à cidade de Águas Lindas de Goiás, para acompanhar de perto o impacto da iniciativa. Durante a visita, a primeira-dama conversou com as famílias atendidas e destacou a importância do projeto, afirmando que o "objetivo é cuidar das nossas crianças, pois elas são o futuro do nosso país". O evento contou com a participação de Aleandra Sousa, primeira-dama da cidade, que organizou a recepção, e de Valéria Perillo, primeira-dama do Estado, reforçando o compromisso conjunto de diferentes esferas de governo em prol da infância e do desenvolvimento social.
Em 20 de março de 2018, Marcela Temer participou da Conferência Nacional da Primeira Infância, onde fez um discurso destacando a relevância do programa Criança Feliz. Durante sua fala, expressou gratidão ao marido, Michel Temer, "por acreditar no programa Criança Feliz", sublinhando o apoio e a importância que o projeto recebeu da presidência. O evento também contou com a presença do presidente da Colômbia, Juan Manuel Santos, e do ministro do Desenvolvimento Social, Osmar Terra, reforçando a relevância internacional e governamental da iniciativa voltada ao desenvolvimento infantil.

## Imagem pública

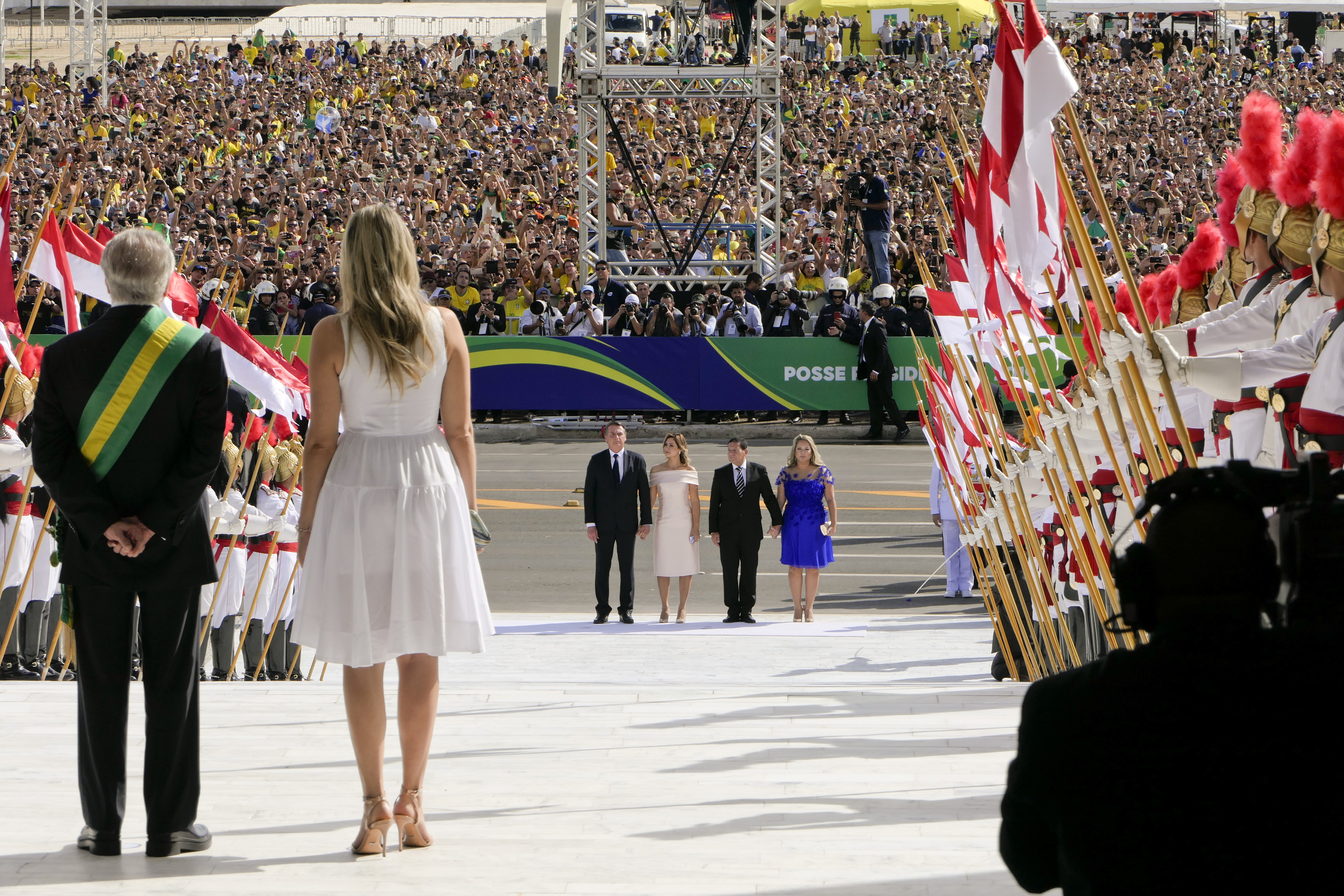
Michel e Marcela Temer no alto da rampa do Palácio do Planalto, em 2019.

Ao se tornar primeira-dama, Marcela Temer atraiu significativa atenção nacional e tornou-se um ícone da moda, sendo frequentemente associada a figuras da realeza europeia, como Catarina, Princesa de Gales, por seu estilo clássico e romântico. Sua preferência por roupas elegantes, de cortes simples e cores neutras, trouxe uma imagem de sofisticação e discrição, características que marcaram sua passagem pelo posto.
Um exemplo notável dessa associação foi quando, no seu primeiro ato oficial como primeira-dama durante o desfile de 7 de setembro de 2016, Marcela apareceu com um vestido branco desenhado pela estilista Luisa Farani, peça que se esgotou rapidamente após a aparição. Esse vestido, símbolo de seu estilo e que reforçou sua imagem de elegância minimalista, foi usado novamente em seu último ato oficial como primeira-dama, durante a posse do presidente Jair Bolsonaro em 2019. A repetição do traje destacou a simplicidade e a postura sustentável da ex-primeira-dama, reafirmando seu compromisso com a moderação e a sobriedade que caracterizaram sua atuação pública.

## Representações na cultura
Marcela Temer foi interpretada pela atriz Bruna Pietronave no programa Multi Tom, exibido pelo canal Multishow. O programa, que apresentava esquetes humorísticas e sátiras políticas, teve a atriz trazendo à tona uma interpretação cômica da ex-primeira-dama, ressaltando os aspectos da sua imagem pública e da sua postura discreta e elegante durante o período em que esteve no cargo. A escolha de Bruna Pietronave para dar vida à personagem destacou a forma como a mídia brasileira abordou figuras políticas de destaque, misturando crítica, humor e análise da atuação das personalidades públicas.

### Oficial
- Marcela Temer no Instagram

### Outros
- «UOL: "Imprensa internacional destaca furor causado por mulher de Temer"»
- «UOL Notícias: "Mídia garimpa em Paulínia (SP) passado do fenômeno Marcela Temer"»
- «Revista Veja: "Marcela Temer: bela, recatada e 'do lar'"»